# Antonio Mormone
Antonio Mormone (Sorrento, 22 novembre 1938 – 9 maggio 2004) è stato un politico italiano.